# ノアイユ賞
ノアイユ賞（Prix Noailles）はフランスのパリロンシャン競馬場で4月に行われる競馬の重賞。3歳馬だけが出走できる。2014年の格付けはG3。

## 概要
長い間、ノアイユ賞はジョッキークラブ賞（フランスダービー）のための重要なトライアル競走の一つだった。出走資格については2013年までは繁殖可能な牡馬と牝馬に限られ、去勢された騸馬にはなかったが、2014年より騸馬にも出走資格が得られるようになった。
これらの一連の競走は、フランスのサラブレッドの資質向上のために編成されており、出生の条件によって出走の資格が定められていた。また、出走するためには、その馬が生まれる前から出走登録をして登録料を支払っておかなければならなかった（クラシック登録）。詳しくは後述する。
過去の優勝馬には、アジャックス（1904年）、ファリス（1939年）、ヴァルドロワール（1962年）、ルファビュリュー（1964年）、ベーリング（1986年）などのフランスの名競走馬・名種牡馬がいる。日本との関連では、種牡馬として輸入されて成功したものとしてヴィミー（1955年）、ダイアトム（1965年）、サンシー（1972年）などがいる。

## プール・デ・プロデュイ
長い間、ノアイユ賞は「プール・デ・プロデュイ（Poules des Produits）」と呼ばれる5競走の1つだった。
プール・デ・プロデュイはフランス馬種改良奨励協会（Société d'Encouragement）が、フランスダービー（ジョッキークラブ賞）の前哨戦として設立したもので、ノアイユ賞、ダリュー賞、リュパン賞、オカール賞、グレフュール賞がこれに当たる。
リュパン賞を除いては、出走できる馬には父馬や母馬の産地に制限があった。ノアイユ賞は「フランス国外産の父馬による産駒」に限定されていて、ノアイユ賞に出走するためには出走馬が生まれるより前の母馬の胎内にいる間に登録しなければならなかった。ノアイユ賞の賞金はこの登録料で賄われていた。

## 歴史

### 沿革
- 1878年 - ナボブ賞として創設。距離2500メートル。
- 1896年 - ノアイユ賞に改称。
- 1902年 - 2400メートルに変更。
- 1915年 - 第一次世界大戦のため、1920年まで中止。
- 1921年 - 再開。
- 1940年 - 第二次世界大戦のため中止。
- 1941年 - 再開。
- 1943年 - トランブレー競馬場（フランス語版）で2150メートルで開催。
- 1944年 - メゾンラフィット競馬場で2100メートルのダリュー・ノアイユ賞として開催。
- 1945年 - メゾンラフィット競馬場で2100メートルのダリュー・ノアイユ賞として開催。
- 1946年 - ロンシャン競馬場で2100メートルのダリュー・ノアイユ賞として開催。
- 1947年 - 2200メートルで再開。
- 1971年 - グループ制導入。
- 2005年 - クラシック再編に伴い2100メートルに変更。
- 2011年 - 2000メートルに変更。
- 2012年 - 2100メートルに変更。
- 2014年 - 騸馬の出走資格を開放。
- 2016年 - シャンティイ競馬場で代替開催。
- 2017年 - シャンティイ競馬場で代替開催。

### ナボブ賞
ノアイユ賞は1878年に創設された。創設当時の名称はナボブ賞（Prix du Nabob）で、これは当時のフランスの名種牡馬ザナボブ（The Nabob）に由来する。創設時の施行距離は2500メートルだった。

### ノアイユ賞
1896年に、フランス馬種改良奨励協会（Société d'Encouragement）のメンバーであったアルフレド・ド・ノアイユ伯爵（1823-1895）を記念するために、競走の名称がノアイユ賞に改められた。ノアイユ伯はロンシャン競馬場の創設に重要な役割を果たした人物である。

### 第一次世界大戦の影響
1914年の夏に第一次世界大戦が始まると、ドイツ軍はすぐさまフランスに向かって進軍してきた。ベルギーが2週間で攻め落とされ、ドイツ軍はパリへ砲撃するところまで攻め込んできた。
フランス国内では競馬を開催することは難しくなった。軍部は国内の馬を徴発して軍馬にしようとしたが、これを嫌った大勢の馬主や生産者は、馬をフランス国外に退避させることにした。このため、ノアイユ賞は1915年から中断することになった。この間、戦争の影響が少ないフランス南部や、中立国のスペインで代替競馬が行われた。
1919年の1月にパリ講和会議が開かれ、6月にヴェルサイユ条約が締結された。ノアイユ賞は1920年から再開された。

### 第二次世界大戦の影響
1939年の秋にドイツがポーランドに進攻し、第二次世界大戦が始まった。フランス国内では秋競馬が中止になった。開戦当初、ドイツとの間ではにらみ合いが続いただけで実際の戦闘はほとんど行われなかったので、1940年の春には規模を縮小しつつ競馬が開催できる見通しがたった。
しかし5月になるとドイツ軍が一斉にフランス国内へ進攻してきた。一ヶ月ほどでパリも陥落した。前の大戦同様、多くの競走馬がドイツ軍に差し押さえられて連行された。その中には1939年のノアイユ賞の勝ち馬、ファリスもいた。1940年のノアイユ賞は中止となった。
占領軍は、パリ市民の平穏を保つためには、競馬を含めて日常生活を今までどおり開催させるほうがよいと考え、競馬の開催を許可した。結局1940年のクラシック競走は秋にまとめて行われた。
1941年からはロンシャン競馬場が使えることになり、1941年、1942年のノアイユ賞は一応例年通り行われた。この時期は飼料も不足して競走馬の頭数は大きく制限されたが、馬券の売り上げは大きく伸びた。1942年の勝ち馬アーコット（Arcot）はこの年無敗の活躍をした。
1943年になると、ドイツ軍はロシアや北アフリカで劣勢になってきた。連合軍はフランス国内へ空爆を行なっていたが、競馬場にはドイツ軍が高射砲を持ち込んでいたため、競馬場も空爆の対象になった。アーコットも出走する春の大レース、サブロン賞（現在のガネー賞）の当日にロンシャン競馬場がアメリカ軍機の爆撃を受け、観客に死者も出た。ロンシャン競馬場での開催許可はドイツ軍によって取り消された。このため競馬はトランブレー競馬場で代替されるようになった。この年のノアイユ賞は、ダリュー賞と併せて、「ダリュー・ノアイユ賞（Prix Daru-Noailles）」としてトランブレー競馬場で2150メートルの競走として行われた。
1944年の夏に、連合軍によってパリが解放されたが、ロンシャン競馬場はアメリカ軍の駐屯地になった。このため1944年と1945年にはメゾンラフィット競馬場で距離2100メートルの「ダリュー・ノアイユ賞」が行われた。1945年の秋にはロンシャン競馬場が使えるようになり、1946年にはロンシャン競馬場でダリュー・ノアイユ賞が行われた。
ノアイユ賞が単独で開催されたのは1947年になってからだが、戦前の2400メートルから、2200メートルに短縮して行われることになった。この距離は2005年にクラシック戦線の見直しが行われるまで維持された。

## 記録

### フランスダービーとの関連
ノアイユ賞優勝馬がフランスダービーに勝ったのは、1879年のズー（Zut）を皮切りに、2001年のアナバーブルー（Anabaa Blue）まで12頭いる。このほか2着が17頭、3着が6頭出ている。

### 牝馬の成績
第一次世界大戦前までは牝馬の出走は珍しくないことで、7頭が優勝している。このうち1891年のプリムローズ（Primrose）はディアヌ賞に勝った。
2022年現在でも牝馬の出走は可能だが、出走は稀である。最後に入着したのは1942年に2着になったヴィジランス（Vigilance）である。

### 騎手
2022年現在の最多勝利騎手はフレディ・ヘッド騎手の6勝。

### 調教師
2022年現在の最多勝利調教師はアンドレ・ファーブル調教師の13勝。

### 馬主
2022年現在の最多勝利馬主はウィルデンシュタイン家の5勝で、ダニエル・ウィルデンシュタイン名義で3勝、ウィルデンシュタイン社名義で2勝を挙げている。

## 歴代優勝馬
- 距離はメートル
- 表中の「*」は日本輸入馬を示す。（多くは種牡馬だが、ジャパンカップ出走のため一時的に輸入されたものも含む。）
- 馬名が太字のものはフランスダービー（ジョッキークラブ賞）優勝馬。

### ナボブ賞（1878年 - 1895年）
| 施行年 | 格 | 距離 | 優勝馬          | 性 | 備考         |
| ------ | -- | ---- | --------------- | -- | ------------ |
| 1878   |    | 2500 | Clementine      | 牝 | ナボブ賞創設 |
| 1879   |    | 2500 | Zut             | 牡 |              |
| 1880   |    | 2500 | Pacific         | 牡 |              |
| 1881   |    | 2500 | Forum           | 牡 |              |
| 1882   |    | 2500 | Cimier          | 牡 |              |
| 1883   |    | 2500 | Vernet          | 牡 |              |
| 1884   |    | 2500 | Pi Ouit         | 牡 |              |
| 1885   |    | 2500 | Aïda            | 牝 |              |
| 1886   |    | 2500 | Verdière        | 牝 |              |
| 1887   |    | 2500 | Gournay         | 牡 |              |
| 1888   |    | 2500 | Walter Scott    | 牡 |              |
| 1889   |    | 2500 | Achille         | 牡 |              |
| 1890   |    | 2500 | Alicante        | 牝 |              |
| 1891   |    | 2500 | Primrose        | 牝 |              |
| 1892   |    | 2500 | Saint Michel    | 牡 |              |
| 1893   |    | 2500 | Chapeau Chinois | 牡 |              |
| 1894   |    | 2500 | Ravioli         | 牡 |              |
| 1895   |    | 2500 | Cherbourg       | 牡 |              |

### ノアイユ賞（1896年 - 1943年）
| 施行年 | 格 | 距離 | 優勝馬           | 性 | 備考                     |
| ------ | -- | ---- | ---------------- | -- | ------------------------ |
| 1896   |    | 2500 | Riposte          | 牝 | ノアイユ賞に改称         |
| 1897   |    | 2500 | Flacon           | 牡 |                          |
| 1898   |    | 2500 | Le Guide         | 牡 |                          |
| 1899   |    | 2500 | Maurice          | 牡 |                          |
| 1900   |    | 2500 | Royal            | 牡 |                          |
| 1901   |    | 2500 | Tibere           | 牡 |                          |
| 1902   |    | 2400 | Glacier          | 牡 |                          |
| 1903   |    | 2400 | Quo Vadis        | 牡 |                          |
| 1904   |    | 2400 | アジャックス     | 牡 |                          |
| 1905   |    | 2400 | Jardy            | 牡 |                          |
| 1906   |    | 2400 | Querido          | 牡 |                          |
| 1907   |    | 2400 | La Serqueuse     | 牝 |                          |
| 1908   |    | 2400 | Souvigny         | 牡 |                          |
| 1909   |    | 2400 | Aveu             | 牡 |                          |
| 1910   |    | 2400 | Aloes III        | 牡 |                          |
| 1911   |    | 2400 | Combourg         | 牡 |                          |
| 1912   |    | 2400 | Imperial         | 牡 |                          |
| 1913   |    | 2400 | Vulcain          | 牡 |                          |
| 1914   |    | 2400 | ダーバー         | 牡 |                          |
| 1915   |    |      |                  |    | 中止                     |
| 1916   |    |      |                  |    | 中止                     |
| 1917   |    |      |                  |    | 中止                     |
| 1918   |    |      |                  |    | 中止                     |
| 1919   |    |      |                  |    | 中止                     |
| 1920   |    | 2400 | Pendennis        | 牡 |                          |
| 1921   |    | 2400 | Meisonnier       | 牡 |                          |
| 1922   |    | 2400 | Kibar            | 牡 |                          |
| 1923   |    | 2400 | Grand Guignol    | 牡 |                          |
| 1924   |    | 2400 | Irismond         | 牡 |                          |
| 1925   |    | 2400 | Red Hawk         | 牡 |                          |
| 1926   |    | 2400 | Biribi           | 牡 |                          |
| 1927   |    | 2400 | Fenimore Cooper  | 牡 |                          |
| 1928   |    | 2400 | Le Correge       | 牡 |                          |
| 1929   |    | 2400 | Dark Times       | 牡 |                          |
| 1930   |    | 2400 | シャトーブスコー | 牡 |                          |
| 1931   |    | 2400 | Brasik           | 牡 |                          |
| 1932   |    | 2400 | Bosphore         | 牡 |                          |
| 1933   |    | 2400 | Bengal           | 牡 |                          |
| 1934   |    | 2400 | Zenodore         | 牡 |                          |
| 1935   |    | 2400 | Bouillon         | 牡 |                          |
| 1936   |    | 2400 | Fastnet          | 牡 |                          |
| 1937   |    | 2400 | Actor            | 牡 |                          |
| 1938   |    | 2400 | Anchois          | 牡 |                          |
| 1939   |    | 2400 | ファリス         | 牡 |                          |
| 1940   |    |      |                  |    | 中止                     |
| 1941   |    | 2400 | Nepenthe         | 牡 |                          |
| 1942   |    | 2400 | Arcot            | 牡 |                          |
| 1943   |    | 2150 | Norseman         | 牡 | トランブレー競馬場で開催 |

### ダリュー・ノアイユ賞（1944年 - 1946年）
| 施行年 | 格 | 距離 | 優勝馬               | 性 | 備考                         |
| ------ | -- | ---- | -------------------- | -- | ---------------------------- |
| 1944   |    | 2100 | プリンスビオ         | 牡 | メゾンラフィット競馬場で開催 |
| 1945   |    | 2100 | His Eminence         | 牡 | メゾンラフィット競馬場で開催 |
| 1946   |    | 2100 | プランスシュヴァリエ | 牡 | ロンシャン競馬場で開催       |

### ノアイユ賞（1947年 - ）
| 施行年 | 格 | 距離 | 優勝馬                     | 性 | 備考                     |
| ------ | -- | ---- | -------------------------- | -- | ------------------------ |
| 1947   |    | 2200 | Giafar                     | 牡 |                          |
| 1948   |    | 2200 | Flush Royal                | 牡 |                          |
| 1949   |    | 2200 | Rancio                     | 牡 |                          |
| 1950   |    | 2200 | Lacaduv                    | 牡 |                          |
| 1951   |    |      |                            |    |                          |
| 1952   |    | 2200 | Corindon                   | 牡 |                          |
| 1953   |    | 2200 | Faublas                    | 牡 |                          |
| 1954   |    | 2200 | Le Grand Bi                | 牡 |                          |
| 1955   |    | 2200 | *ヴィミー                  | 牡 |                          |
| 1956   |    | 2200 | タネルコ                   | 牡 |                          |
| 1957   |    | 2200 | Weeping Willow             | 牡 |                          |
| 1958   |    | 2200 | Noelor                     | 牡 |                          |
| 1959   |    | 2200 | Cousu d'Or                 | 牡 |                          |
| 1960   |    | 2200 | Le Ventoux                 | 牡 |                          |
| 1961   |    | 2200 | マッチ                     | 牡 |                          |
| 1962   |    | 2200 | ヴァルドロワール           | 牡 |                          |
| 1963   |    | 2200 | Calchaqui                  | 牡 |                          |
| 1964   |    | 2200 | ルファビュリュー           | 牡 |                          |
| 1965   |    | 2200 | *ダイアトム                | 牡 |                          |
| 1966   |    | 2200 | Premier Violon             | 牡 |                          |
| 1967   |    | 2200 | ロワダゴベール             | 牡 |                          |
| 1968   |    | 2200 | リュティエ                 | 牡 |                          |
| 1969   |    | 2200 | *グッドリー                | 牡 |                          |
| 1970   |    | 2200 | Dragoon                    | 牡 |                          |
| 1971   | G2 | 2200 | Maryambre                  | 牡 |                          |
| 1972   | G2 | 2200 | *サンシー                  | 牡 |                          |
| 1973   | G2 | 2200 | Eddystone                  | 牡 |                          |
| 1974   | G2 | 2200 | D'Arras                    | 牡 |                          |
| 1975   | G2 | 2200 | ヴァルドロルヌ             | 牡 |                          |
| 1976   | G2 | 2200 | Twig Moss                  | 牡 |                          |
| 1977   | G2 | 2200 | Catus                      | 牡 |                          |
| 1978   | G2 | 2200 | Gracias                    | 牡 |                          |
| 1979   | G2 | 2200 | High Sierra                | 牡 |                          |
| 1980   | G2 | 2200 | Julius Caesar              | 牡 |                          |
| 1981   | G2 | 2200 | Lydian                     | 牡 |                          |
| 1982   | G2 | 2200 | *ペルセポリスII            | 牡 |                          |
| 1983   | G2 | 2200 | Jeu de Paille              | 牡 |                          |
| 1984   | G2 | 2200 | Cariellor                  | 牡 |                          |
| 1985   | G2 | 2200 | Glaros                     | 牡 |                          |
| 1986   | G2 | 2200 | ベーリング                 | 牡 |                          |
| 1987   | G2 | 2200 | Sadjiyd                    | 牡 |                          |
| 1988   | G2 | 2200 | Nerio                      | 牡 |                          |
| 1989   | G2 | 2200 | *ダンスホール              | 牡 |                          |
| 1990   | G2 | 2200 | Intimiste                  | 牡 |                          |
| 1991   | G2 | 2200 | Pistolet Bleu              | 牡 |                          |
| 1992   | G2 | 2200 | Grand Plaisir              | 牡 |                          |
| 1993   | G2 | 2200 | Fort Wood                  | 牡 |                          |
| 1994   | G2 | 2200 | Gunboat Diplomacy          | 牡 |                          |
| 1995   | G2 | 2200 | Walk on Mix                | 牡 |                          |
| 1996   | G2 | 2200 | エリシオ                   | 牡 |                          |
| 1997   | G2 | 2200 | Fragrant Mix               | 牡 |                          |
| 1998   | G2 | 2200 | Special Quest              | 牡 |                          |
| 1999   | G2 | 2200 | Slickly                    | 牡 |                          |
| 2000   | G2 | 2200 | Kutub                      | 牡 |                          |
| 2001   | G2 | 2200 | アナバーブルー             | 牡 |                          |
| 2002   | G2 | 2200 | バリンガリー               | 牡 |                          |
| 2003   | G2 | 2200 | Super Celebre              | 牡 |                          |
| 2004   | G2 | 2200 | Voix du Nord               | 牡 |                          |
| 2005   | G2 | 2100 | Ruwi                       | 牡 |                          |
| 2006   | G2 | 2100 | Gentlewave                 | 牡 |                          |
| 2007   | G2 | 2100 | ソルジャーオブフォーチュン | 牡 |                          |
| 2008   | G2 | 2100 | Full of Gold               | 牡 |                          |
| 2009   | G2 | 2100 | Grandcamp                  | 牡 |                          |
| 2010   | G2 | 2100 | Planteur                   | 牡 |                          |
| 2011   | G2 | 2000 | Grand Vent                 | 牡 |                          |
| 2012   | G2 | 2100 | Hard Dream                 | 牡 |                          |
| 2013   | G2 | 2100 | Tableaux                   | 牡 |                          |
| 2014   | G3 | 2100 | Gailo Chop                 | 騸 |                          |
| 2015   | G3 | 2100 | Karaktar                   | 牡 |                          |
| 2016   | G3 | 2100 | Raseed                     | 牡 | シャンティイ競馬場で開催 |
| 2017   | G3 | 2100 | Soleil Marin               | 牡 | シャンティイ競馬場で開催 |
| 2018   | G3 | 2100 | Pharrell                   | 牡 |                          |
| 2019   | G3 | 2100 | Slalom                     | 牡 |                          |
| 2020年 |    |      |                            |    | 中止                     |
| 2021   | G3 | 2100 | Cheshire Academy           | 牡 |                          |
| 2022   | G3 | 2100 | Junko                      | 騸 |                          |
| 2023   | G3 | 2100 | Flight Leader              | 牡 |                          |
| 2024   | G3 | 2100 | Calandagan                 | 騸 |                          |
| 2025   | G3 | 2100 | Uther                      | 牡 |                          |

## 競走名の由来

### 名種牡馬ザナボブ

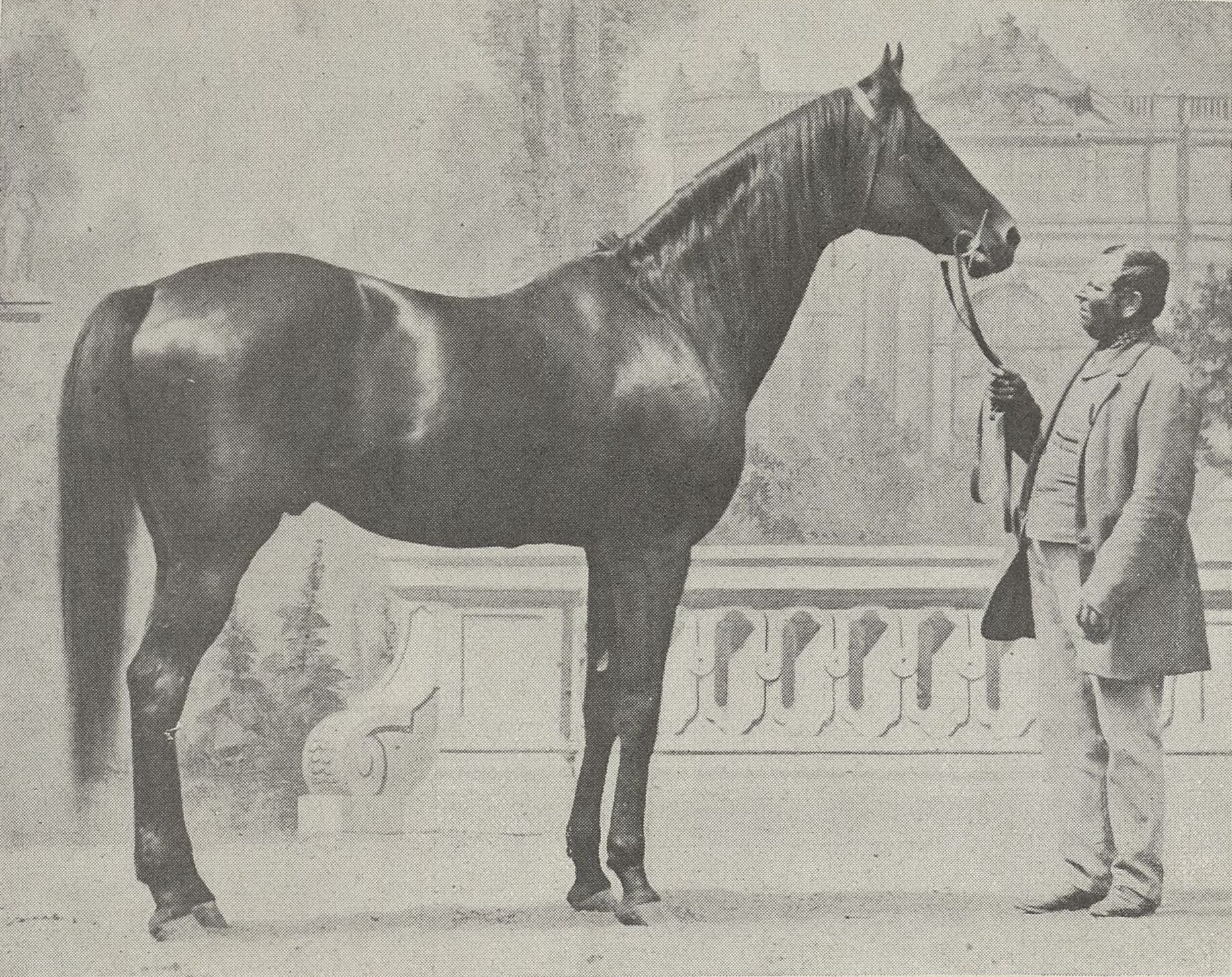
ザナボブ

ザナボブ (The Nabob) は1849年にイギリスのハンプトンコート牧場で生産された。
ザナボブの競走成績は26戦して6勝、主な勝鞍は4歳時のチェスターフィールドカップ (Chesterfield Cup) で、このほか多くの競走で入着した。
ザナボブはイギリスで短期間種牡馬として使われ、アスコット金杯を勝ったルピーを出した。1857年にアルチュール・ド・シークラー男爵が3万フランで購買し、フランスに輸入された。繋養先はマンシュ県のマルタンヴァだった。
そしてすぐに産駒からショワジールロワ（Choisy le Roi、1862年リュパン賞優勝）やスズラン（Suzerain、1868年フランスダービー優勝）といった活躍馬が登場した。
産駒で最も有名なのは、ボワルセル（Bois-Roussel、※1935年生まれのボワルセルとは同名異馬）とヴェルムート (Velmouth) という1861年生まれの2頭である。ボワルセルは1864年にリュパン賞とフランスダービーを勝ち、ヴェルムートは同年のパリ大賞典でイギリスダービー馬を破って歴史的な勝利を挙げた。両馬の馬主は、ド・シークラー男爵のライバルのアンリ・デラマール (Henri Delamarre) だった。

### ノアイユ家
ノアイユ賞の名前になったのは、1895年に亡くなったノアイユ伯爵を記念したものである。このほかフランスの競馬史上には特筆すべき「ノアイユ家」の人物が4人いる。

#### アルフレド・ド・ノアイユ伯爵

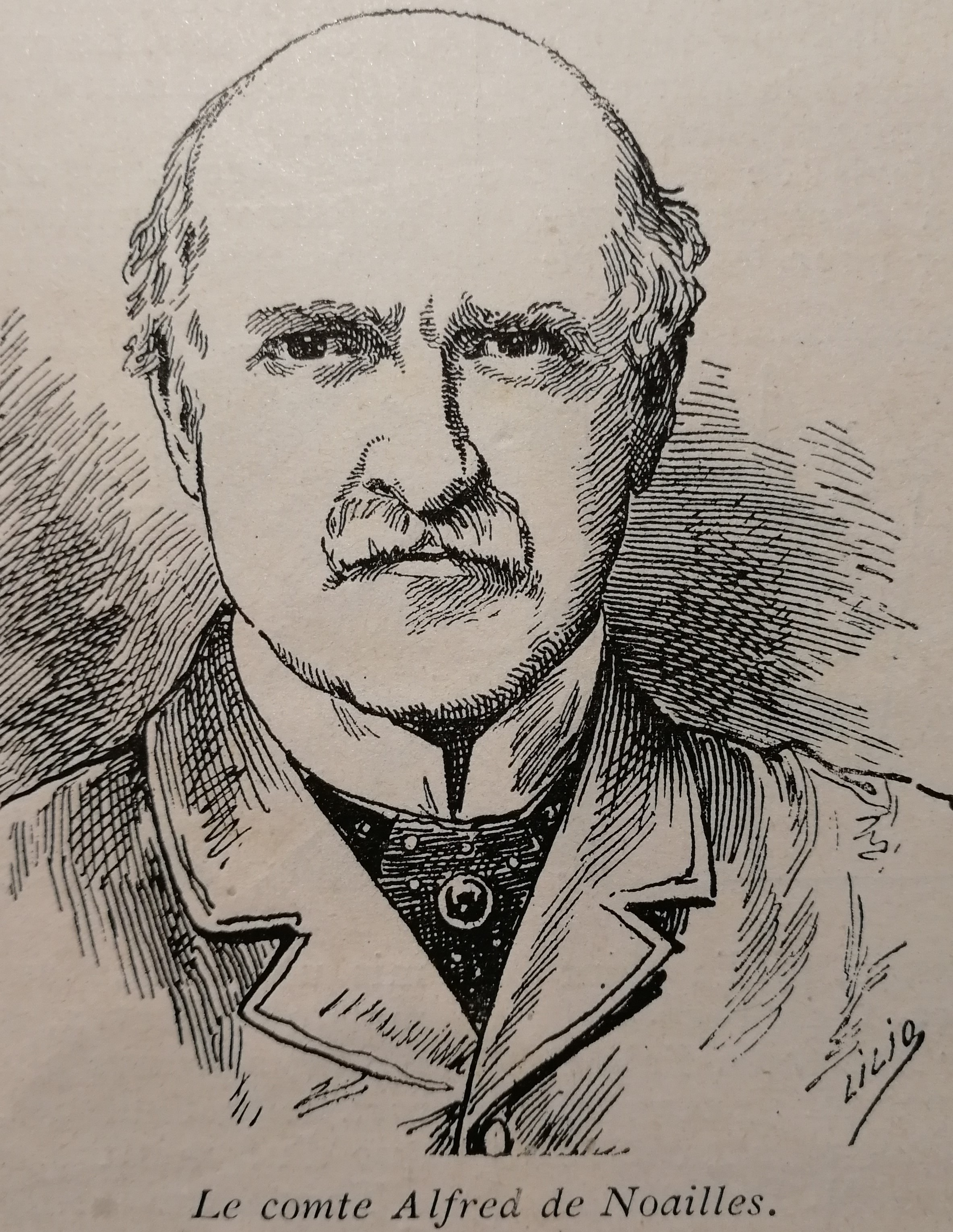
アルフレド・ド・ノアイユ伯爵（1886年のLe Triboulet紙）

1896年に競走名をノアイユ賞に改めたのは、前年に亡くなったアルフレド・ド・ノアイユ伯爵 (Comte Alfred de Noailles, 1823-1895) を追悼するためである。
大使館の書記官をしていたド・ノアイユ伯爵は、1848年にフランスジョッキークラブに加入した。1850年には馬種改良奨励協会のメンバーになり、特に1857年のロンシャン競馬場の創設にあたって、パリ市との折衝で重要な役割を担った。1860年には執行役員となり、主に裁決委員として活躍した。晩年の1890年にはジョッキークラブの副会長を務めた。

#### エマニュエル・ド・ノアイユ侯爵
ド・ノアイユ伯爵の叔父に当たるエマニュエル・ド・ノアイユ侯爵 (1743-1822) は、馬種改良奨励協会の副理事を務めていた。1856年にはマルク・ド・ボーヴォー公と共同で所有していたリオン（Lion）でフランスダービーを制覇している。
エマニュエル・ド・ノアイユ侯爵は、1858年に外交官としてフランス国外に赴任するため、奨励協会を辞任せざるを得なかった。侯爵の外交官として最も有名な職務は駐ベルリン大使だったが、ほかにもウィーンやローマの大使を歴任した。

#### モーリス・ド・ノアイユ公爵
アドリアン・モーリス・ド・ノアイユ公爵は1897年に馬主になると、いきなり持ち馬のフィープランタン（Fee Printemps）がヴァントー賞に勝ち、ディアヌ賞でも4着に入る活躍をした。緑地に赤と緑のストライプの袖、赤い帽子というのが公爵の勝負服だった。
この後まもなく公爵はノアイユ家の所領であるウール＝エ＝ロワール県のマントノン城で競走馬の生産を始めた。1902年にはイギリスからレイヴンスベリー（Ravensbury）を輸入して種牡馬とした。レイヴンスベリーは不運にも三冠馬アイシングラスと同じ年に生まれ、三冠戦すべてで2着だった。レイヴンスベリーの生涯成績は27戦7勝だが、そのうち8戦はアイシングラスに敗れたものだった。レイヴンスベリーの父はアイシングラスと同じアイソノミーで、母は二冠馬ショットオーヴァーの全姉だった。しかし、レイヴンスベリーは種牡馬としては失敗に終わった。
モーリス・ド・ノアイユ公爵は1926年に馬種改良奨励協会の執行役員になった。

#### フランソワ・ド・ノアイユ公爵
若い頃からアマチュアの騎手として名声を得ていたフランソワ・ド・ノアイユ公爵は、1954年に奨励協会の執行役員となった。公爵は1956年から1969年、1972年から1975年、そして1978年から1981年に裁決委員を務めた。